# Anthyllis cytisoides
Anthyllis cytisoides là một loài cây bụi rụng lá vào mùa hè ở Nam Âu, phổ biến ở quần đảo Balearic và đông nam bờ biển của bán đảo Iberia.

## Hình ảnh

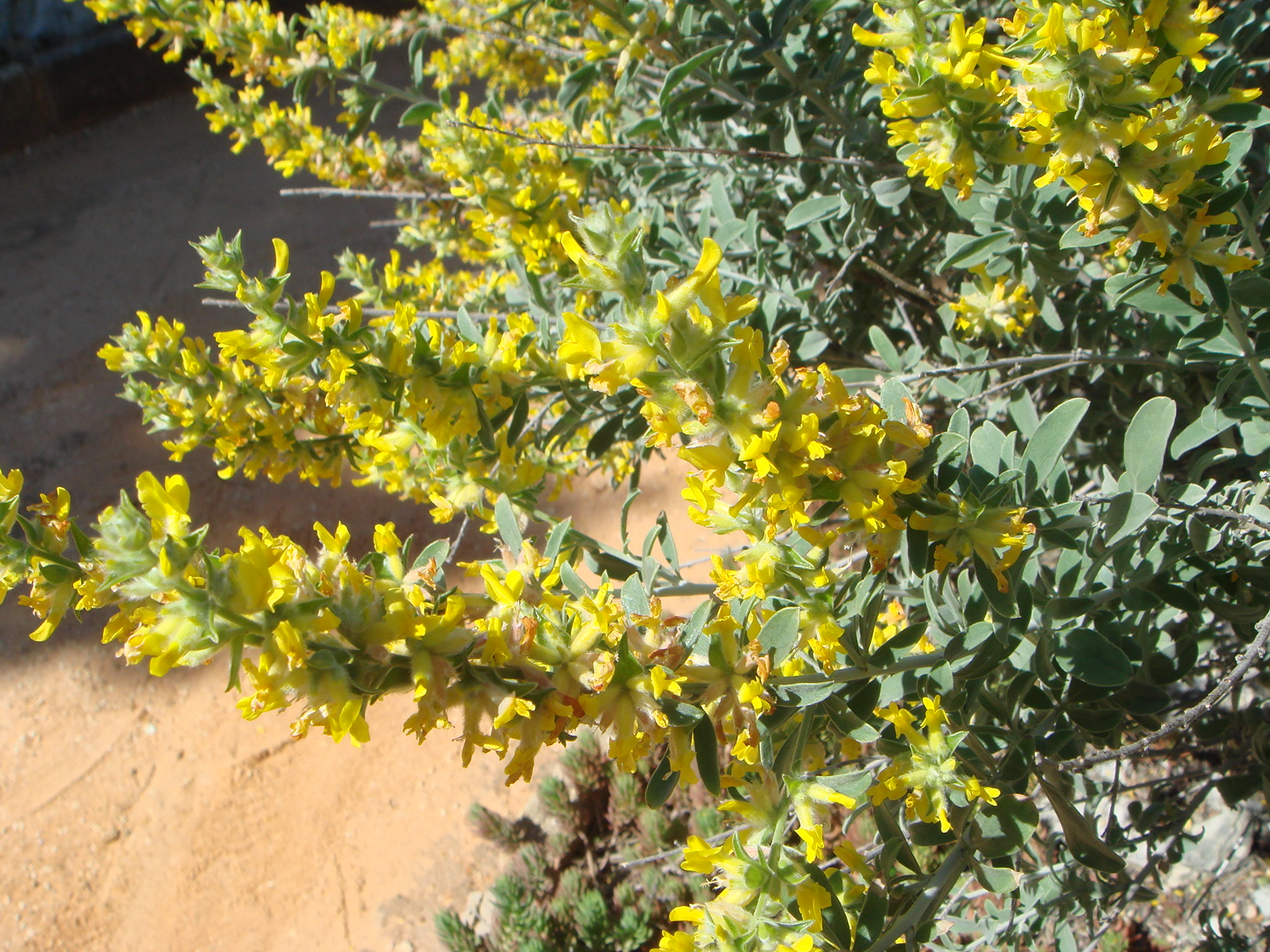
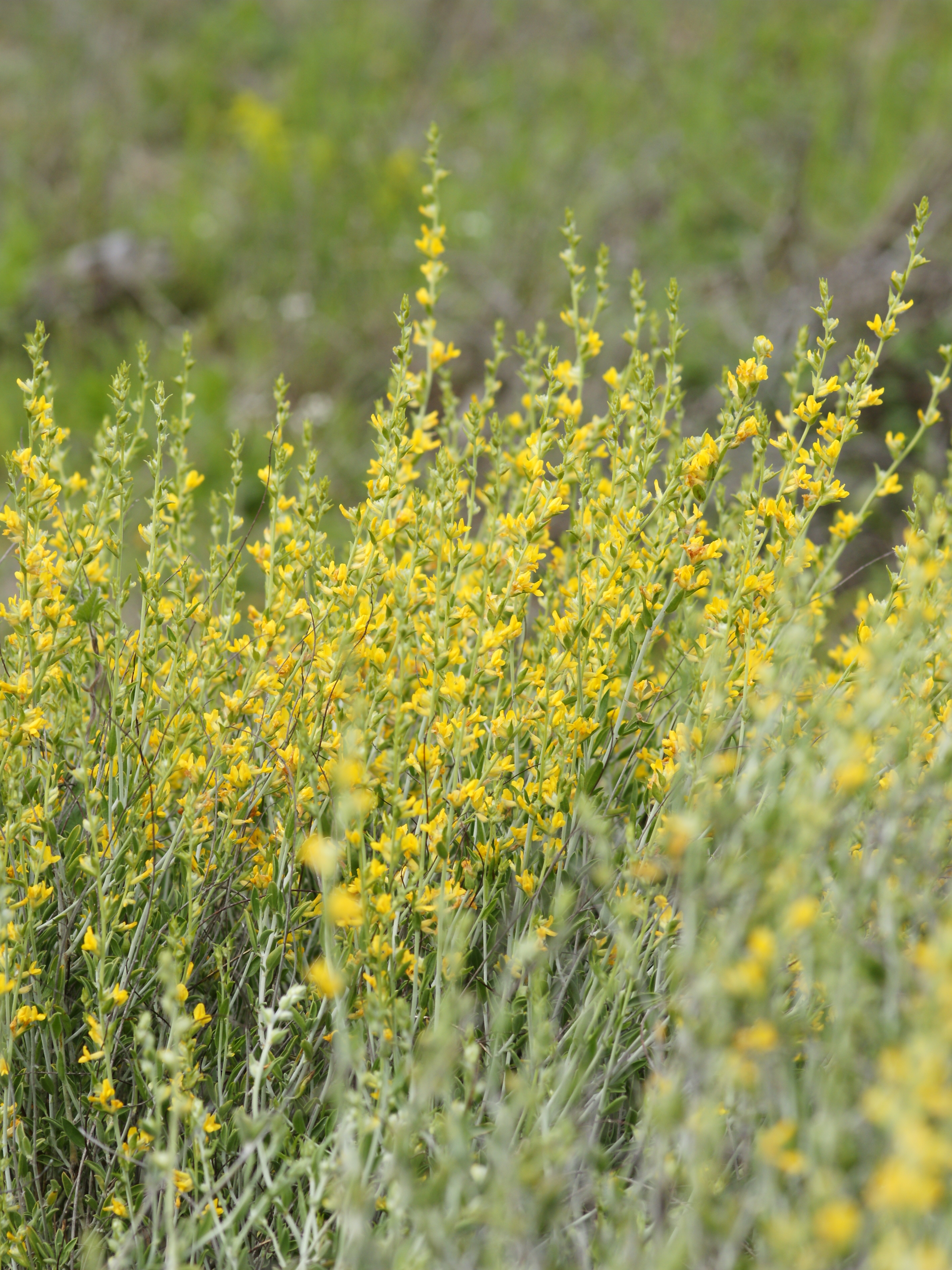
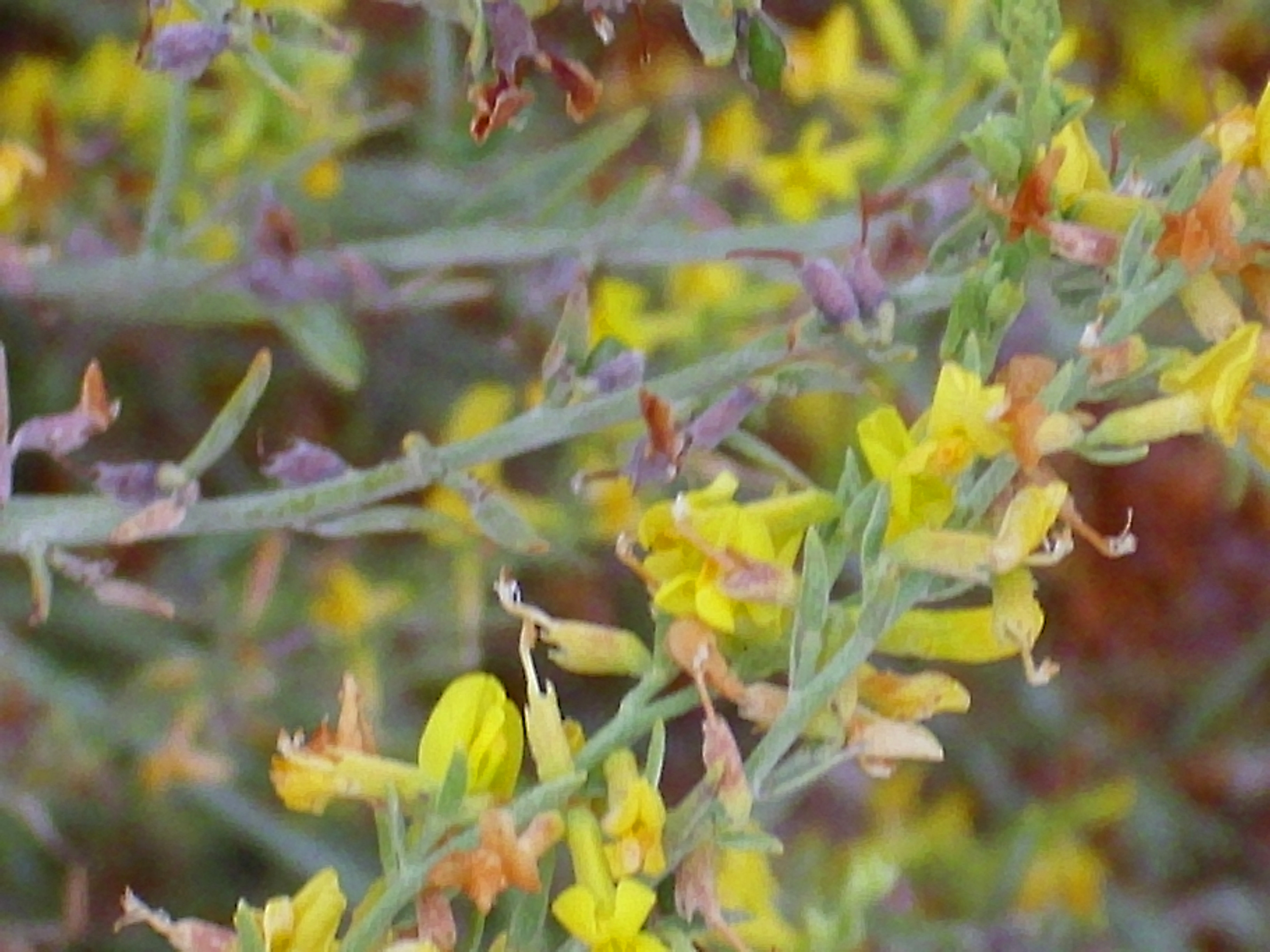
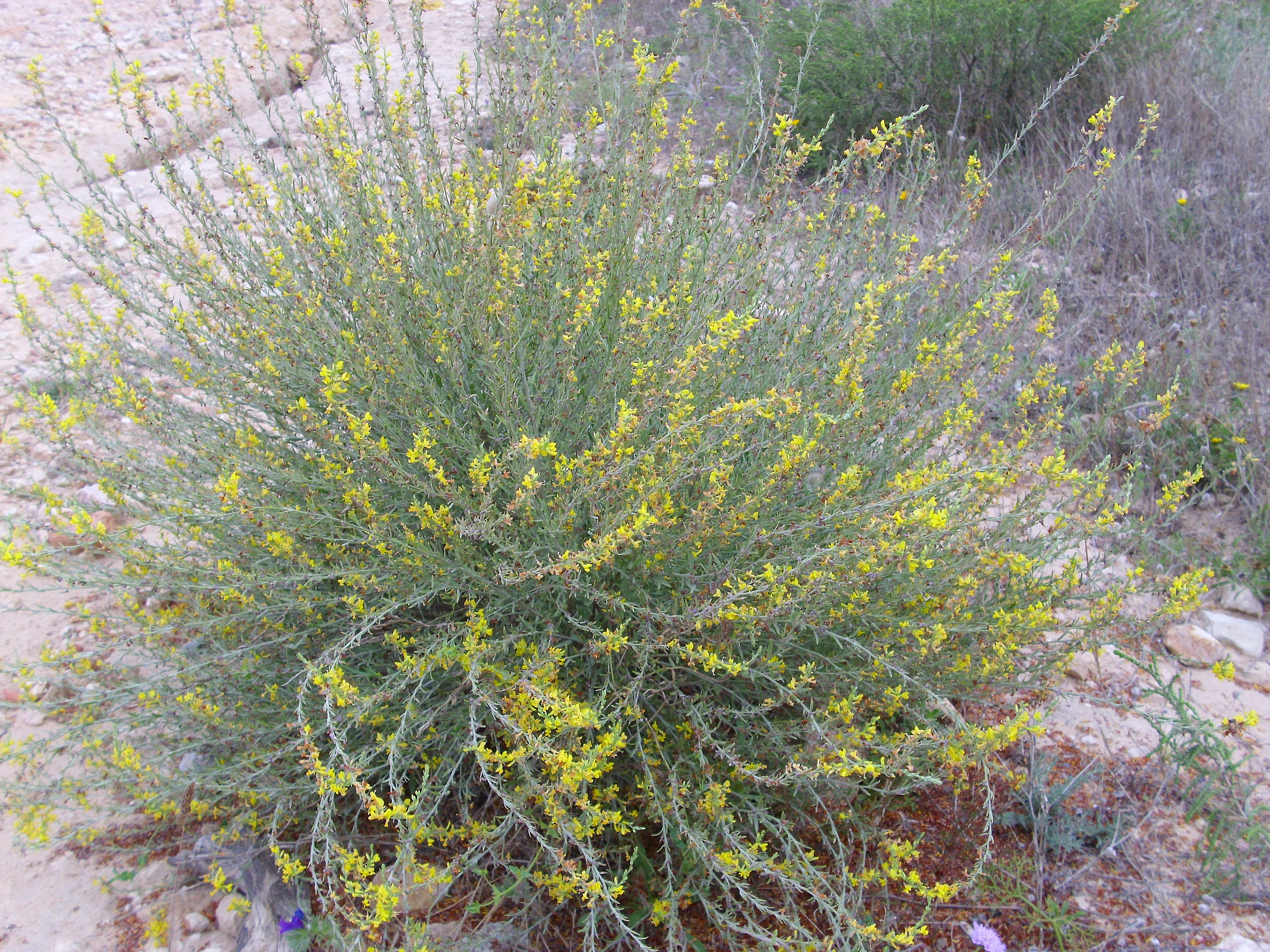